# Capesize

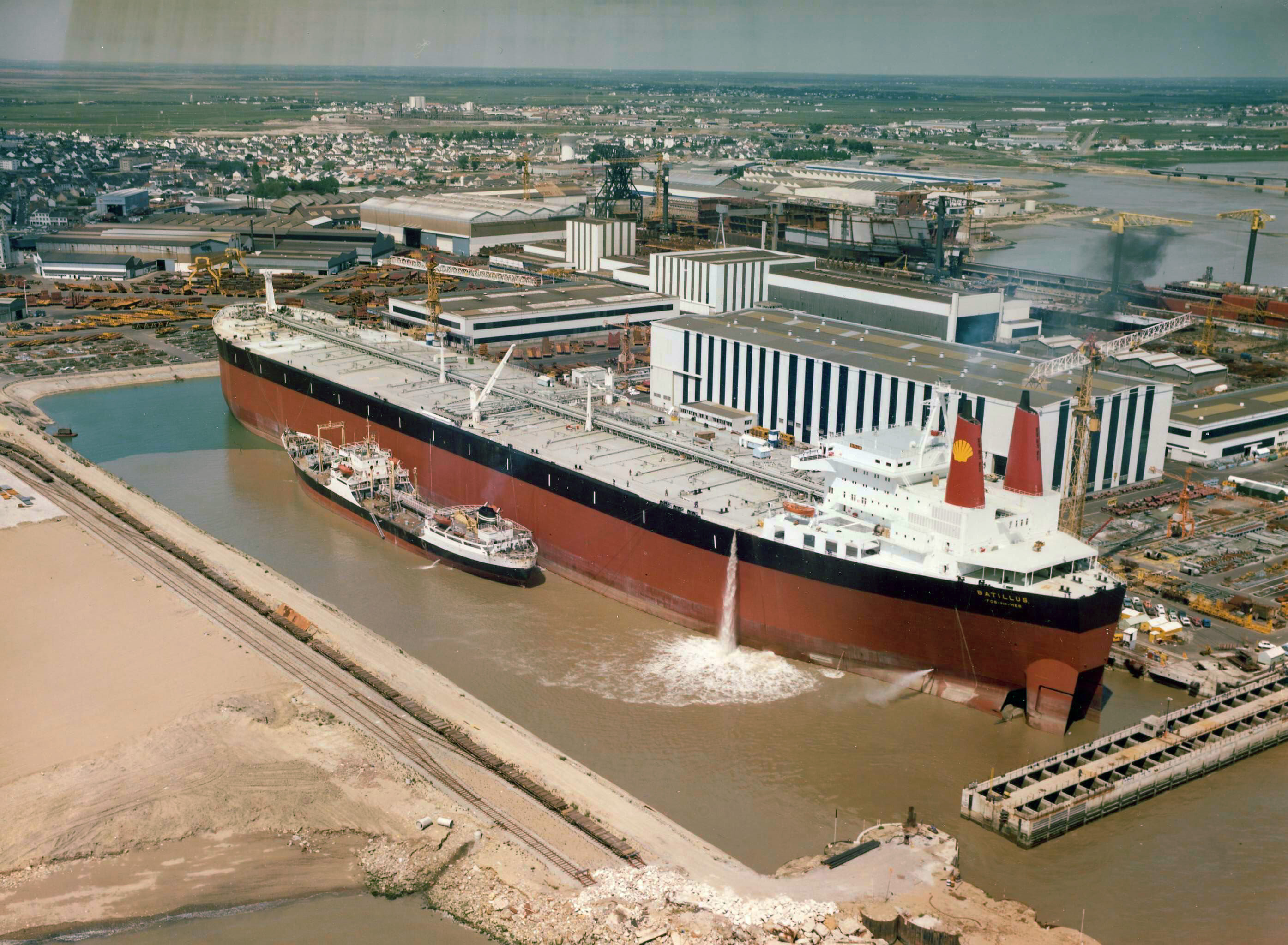
De Batillustanker in Saint-Nazaire.

Capesize-schepen zijn vrachtschepen die te groot zijn om gebruik te maken van het Panamakanaal of het Suezkanaal. Ze zijn dus groter dan panamax- en suezmax-schepen. Ze moeten omvaren via Kaap de Goede Hoop of Kaap Hoorn, vandaar de naam.
Capesize-schepen zijn over het algemeen groter dan 150.000 ton draagvermogen, onder andere mammoettankers en bulkcarriers. Wegens hun enorme afmetingen en grote diepgang kunnen deze schepen alleen in de grootste diepwaterterminals aanleggen.
De groei van de economie van de Volksrepubliek China en de toenemende drukte in Suez- en  Panamakanaal heeft vanaf het begin van de eenentwintigste eeuw geleid tot toename van het aantal capesize-schepen.
Aframax · Baltimax · Chinamax · Dunkirkmax · Handymax · Japanamax · Kamsarmax · Medimax · Newcastlemax · Panamax · Saimax · Seawaymax · Setouchmax · Suezmax · Valemax